# Mjeda

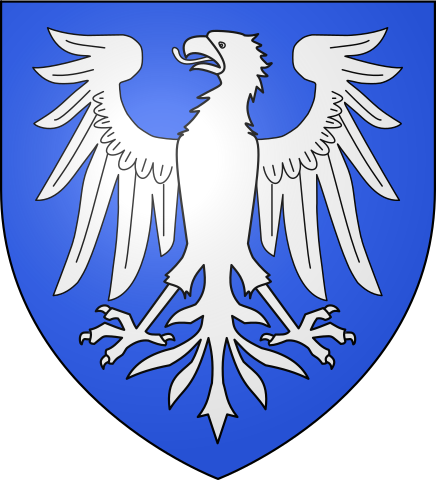
Stemma Mjeda

I Mjeda (in italiano: Miedia) sono un'antica e nobile casata di origini albanese.

## Storia

### Origine
Il capostipite della famiglia Mjeda è Bardhi Kryeziu. I Kryeziu sono uno dei tre rami dei Buzëzezë (Bucceseos), un clan feudale aristocratico albanese, che deteneva il titolo bizantino di Sebastos dall'XI secolo. Milan Šufflay scrive di Savasto Tanusius Bessossia (1274), come uno dei principali nobili albanesi del XIII secolo. Gli altri due rami del clan sono i Bushati e i Buzuku. I territori del clan includevano parte della pianura di Zadrima, gli altopiani di Pukë e il porto di Shëngjin insieme alla costa fino a Velipojë. Lo stemma dei Buzëzezë era l'aquila a una testa.

### Tardo Medioevo
Il ramo Kryeziu fu fondato nel XIV secolo ed ereditò la Signoria di Pukë. Nel XV secolo, Pal Ziu (Kryeziu), noto anche come Paolo Zenta, fece costruire la chiesa cattolica a Pukë, possedeva un castello vicino alla città e, secondo Marino Barlezio, era parente di Lekë Dukagjini.

### Periodo ottomano
Un ramo della famiglia Kryeziu si stabilì a Gjakovë all'inizio del XVII secolo e poco dopo divenne beys. All'inizio del XVIII secolo, un altro ramo dei Kryeziu si stabilì da Pukë nel villaggio di Bardhet, che successivamente prese il nome di Kryezi. Durante i secoli XVIII e XIX questo ramo governò la regione di Pukë, secondo le leggi tradizionali del Kanun di Pukë. L'amministrazione ottomana riconobbe loro antichi privilegi e nobiltà di origine medievale, con l'unico obbligo di custodire la rotta Vau-Dejës - Kukës.
Stabilitosi a Scutari dal villaggio di Kryezi nella regione di Pukë, Bardhi Kryeziu prese il cognome Mjeda dal villaggio vicino a Scutari dove la famiglia possedeva delle terre. La famiglia Mjeda oggi è composta da due rami: Prizren e Shkodër. A Prizren erano la principale famiglia cattolica, con il titolo nobiliare di effendi, ed erano impegnati nel commercio tra la penisola italiana, Costantinopoli e i Balcani.
Nel corso dei secoli, i membri della famiglia furono mercanti, proprietari terrieri, ecclesiastici e leader politici. Oggi vivono principalmente in Albania e Croazia.

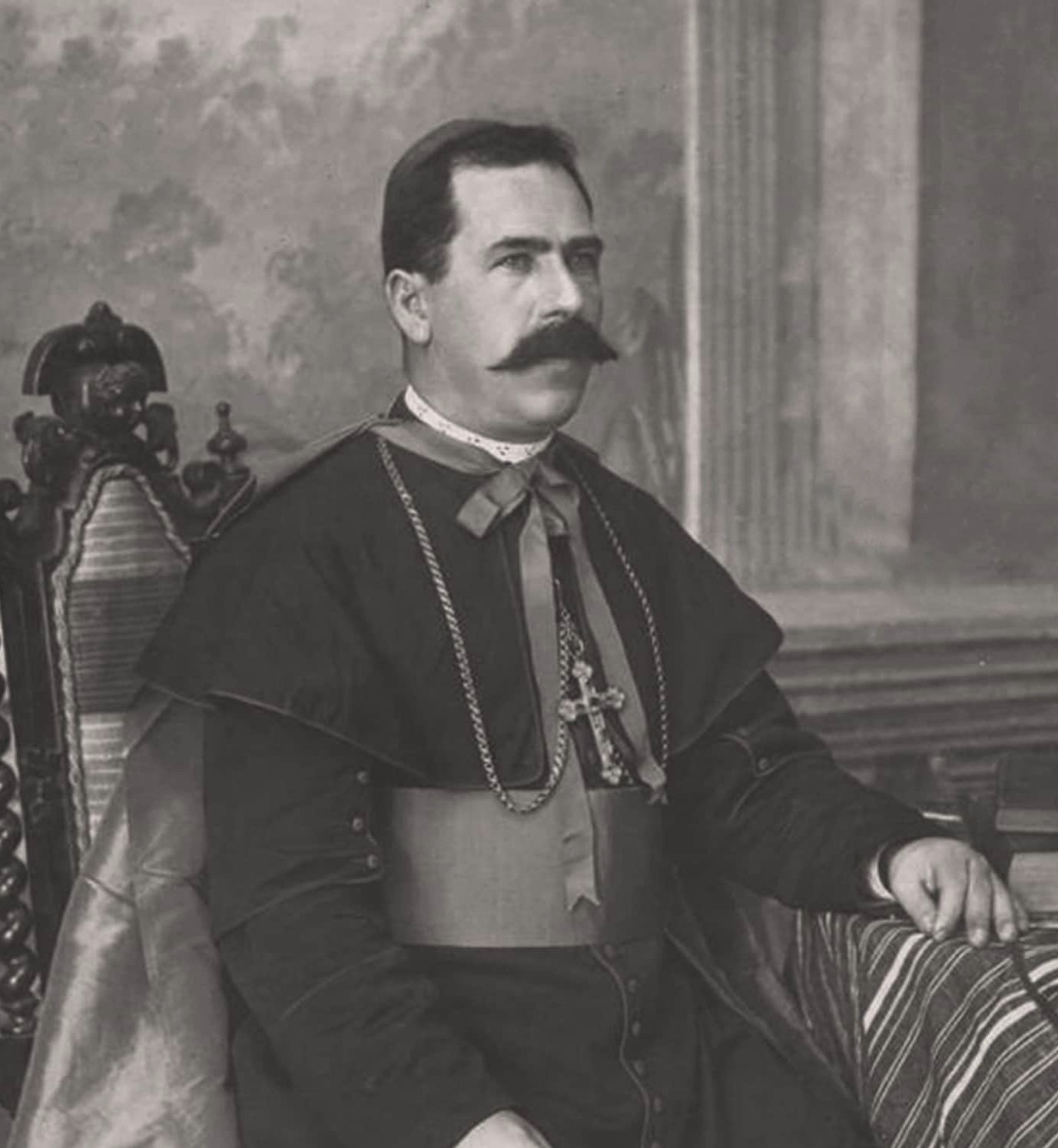
Arcivescovo Lazër Mjeda

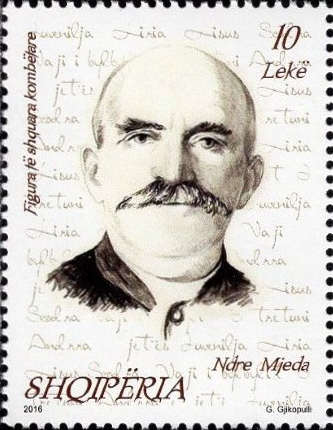
Don Ndre Mjeda su un francobollo albanese del 2016

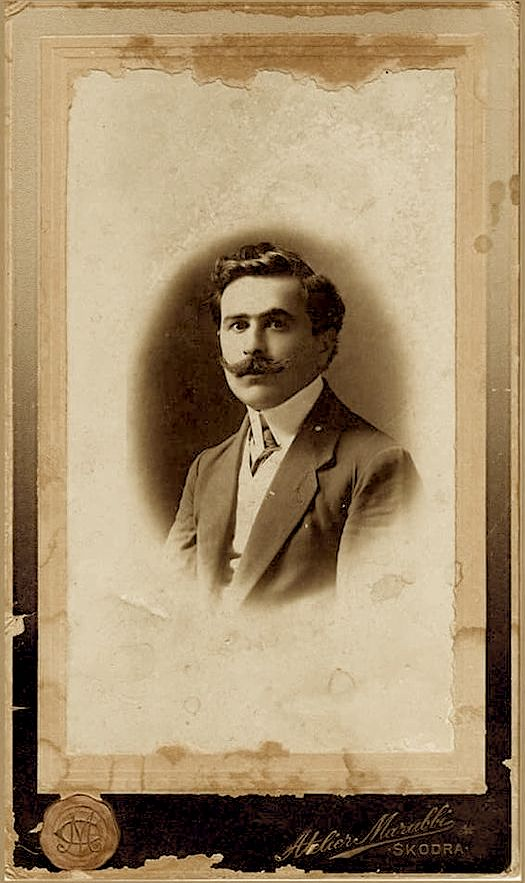
Kolë Mjeda

## Membri illustri
- Ndre Mjeda (1866-1937), intellettuale albanese, gesuita, filologo, poeta e deputato all'Assemblea nazionale dell'Albania. Era anche un delegato al congresso di Manastir[4][5]
- Lukë Simon Mjeda (1867-1951), mercante e proprietario terriero che rappresentava Prizren nella Seconda Lega di Prizren (1943).[6][7][8]
- Lazër Mjeda (1869-1935), Vescovo di Sapë (1900-1904), Arcivescovo di Skopje (1904-1909), Arcivescovo di Scutari (1921-1935).[9][10]
- Kolë Mjeda (1885-1951), Sindaco di Scutari (1924-1925), vice presidente dell'Assemblea nazionale dell'Albania, prefetto di Dibër.[11]
- Luigj Pashko Mjeda (1890-1962), mercante e proprietario terriero, redattore del quotidiano "Ora e Maleve", capo dell'Agenzia delle Entrate del Comune di Scutari, e cofondatore della Società Teatrale Bogdani.[12]
- Jak Mjeda, presidente della società Filigran, che impiegava 153 orafi a Prizren.[13]